# Ван Цзясинь
Ван Цзяси́нь (кит. упр. 王家新, пиньинь Wáng Jiāxīn; 1957, уезд Цзюньсянь, провинция Хубэй) — известный современный китайский поэт, профессор Народного университета Китая, глава Международного писательского центра, член правления Учёного сообщества китайской поэзии при союзе писателей Китая. Автор семи поэтических сборников, десяти книг критических эссе и множества поэтических переводов иностранных поэтов (в том числе русских) на китайский язык (П.Целана, М.Цветаевой, О.Мандельштама и др.).

## Биография
Ван Цзясинь родился в уезде Цзюньсянь на севере провинции Хубэй. Его детство пришлось на период истории Китая, известного как «Большой скачок».
В 1966 году, когда поэту исполнилось девять, в Китае началась Культурная революция. Семья его принадлежала к числу тех, кого считали «буржуазно настроенными» и отправляли на перевоспитание в деревню. Поэтому следующие десять лет своей жизни будущий поэт проводит в колхозе.
После окончания школы в 1974 году Ван Цзясиню пришлось также проработать три года на заводе сельскохозяйственной химии в сельской местности.
В 1978 году, после смерти Мао Цзэдуна, Ван Цзясинь, наконец получает возможность поступить на факультет китайской филологии Уханьского университета — одного из десяти лучших ВУЗов страны. Студентом он начал писать стихи, увлекся музыкой и философией. Во время учебы внимание Ван Цзясиня привлекает творчество русских поэтов XX века:

«Поэзия Пастернака и Цветаевой… как ничто другое может тронуть мою душу, особенно в наше время потери духовности».

С 1982 года, после окончания университета, Ван Цзясинь занимается преподавательской и редакторской деятельностью. Его первый циклы стихов «Китайская картина» и «Поэзия Янцзы» увидели свет в 1984 году и сразу получили литературное признание.
С 1985 года Ван Цзясинь, продолжая творить, работает редактором в одном из самых влиятельных поэтических изданий КНР — журнале «Поэзия».
В период с 1992 по 1994 годы он совершает путешествие по США, Великобритании, Нидерландам, Бельгии и Германии, читает лекции, участвует в международных писательских программах. Вернувшись на родину, он устраивается на должность доцента кафедры китайской филологии Пекинского педагогического колледжа.
В 2006 году Ван Цзясинь получает приглашение на работу в Институт литературы Китайского народного университета, где для него вводят новые дисциплины: сравнительное исследование китайской и западной современной поэзии и писательское мастерство. Там же он возглавил Международный писательский центр.
Ван Цзясинь был неоднократно удостоен различных литературных наград и премий, в том числе наград первой степени за свои научно-исследовательские статьи. Он является членом правления Учёного сообщества китайской поэзии при союзе писателей Китая.

## Творчество
В раннем периоде творчества Ван Цзясинь находился под влиянием гуманистического направления китайской поэзии, известным как «туманная поэзия». Зрелое творчество поэта характеризуют как принадлежащее к направлению китайской поэзии «творчество интеллигенции». Во главу угла в поэзии Ван Цзясиня ставится создание лирического героя, сходного с ощущающим свою моральную ответственность героем великого танского лирика Ду Фу.
Заняв активную позицию поэта-гражданина, Ван Цзясинь создает стихи и критические статьи, открытые по манере и способу изложения. В творчестве Ван Цзясиня присутствует дух русских писателей XX в.
“…Тоску тихой зимней ночи

Напиши,  поэт,  как бессмертный

Пушкин

Заставь появиться стихи,  похожие на

Золото

Невзгоды обрати в музыку…”
Как указывает сам поэт:

«Среди первых десяти-двадцати [поэтов], повлиявших на меня — как китайских, так и зарубежных — находятся русские поэты: Пушкин, Цветаева, Мандельштам, Ахматова, Пастернак, Бродский». Ван Цзясинь является автором двух длинных стихотворений, посвященных творчеству Пастернака: «Варыкинская баллада: Пастернаку». (瓦雷金诺叙事曲) (1989) и «Пастернак». (帕斯捷尔纳克) (1990).

В отношении поэтического языка Ван Цзясинь берет за основу своего творчества теорию поэта И. Бродского о соотношении поэзии и мышления, где поэзия отождествляется с мышлением. Китайские критики отмечали следующее:

«Судьба таких поэтов, как Уильям Батлер Йейтс, Б. Л. Пастернак, И. А. Бродский, и их поэзия стали для Ван Цзясиня одним из главных источников его поэтического творчества; неразрывно связаны между собой его размышления и творчество предшественников; цитируя бессмертные произведения именитых поэтов и создавая диалоги с его предшественниками, Ван Цзясинь сочиняет неповторимые по своему характеру стихотворения».

Ван Цзясинь — автор многочисленных поэтических сборников. Наиболее известны: «Память» (1985), «Блуждающие скалы» (1997), «Поэзия Ван Цзясиня» (2001), «Встреча человека с миром» (1989), «Ночной соловей в собственную эпоху» (1997), «Стих без героя» (2002), «Ангел, сидящий на низкой скамье» (2003), «На той стороне горы» (1981).
Ван Цзясинь выступил в качестве составителя сборников поэзии: «Антология китайской современной экспериментальной поэзии» в соавторстве (1987); «Антология современной поэзии Европы и Америки» (1988); «Поэзия главных поэтов зарубежья XX века» (1993); «Собрание сочинений Йейтса» в трех томах (1996); «Китайская поэзия: записи на память об эпохе девяностых» в соавторстве (2000); «Антология современных поэтических направлений Европы и Америки» в трех томах (2003); «Классика современной китайской поэзии» (2003) и др.